# Yves Petry
Pour les articles homonymes, voir Petry.
Yves Petry est un écrivain et essayiste belge néerlandophone né à Tongres le 26 juillet 1967 .

## Biographie
Petry a étudié les mathématiques et la philosophie à la Katholieke Universiteit Leuven.
En 2011, il fait partie des 6 auteurs conviés a écrire un texte sur une œuvre de Jeff Wall pour l'exposition de celui-ci au Palais des beaux-arts de Bruxelles,.

## Récompenses
- 2006 - Prix de la nouvelle littérature BNG (Pays-Bas)
- 2007 - Prix de littérature de la province du Brabant flamand pour De achterblijver
- 2011 - Prix Libris de littérature pour De maagd Marino[3]